# 芬頓 (堪薩斯州)
芬頓（英語：Fenton）是位於美國堪薩斯州拉什縣的一個鬼鎮。

## 歷史
芬頓的郵政局於1882年設立，直到1898年結束營運。

## 地理
芬頓所處的海拔為高於海平面672米（即2205英呎），而該地所採用的時區為UTC-6，即北美中部時區（CST）。同時該地設有夏令時間，為UTC-6調快一小時，即UTC-5（CDT）。